# Геттінген (Баварія)
Геттінген (нім. Höttingen) — громада в Німеччині, розташована в землі Баварія. Підпорядковується адміністративному округу Середня Франконія. Входить до складу району Вайсенбург-Гунценгаузен. Складова частина об'єднання громад Еллінген.
Площа — 19,26 км2. Населення становить 1092 ос. (станом на 31 грудня 2020).